# Rose (sångare)

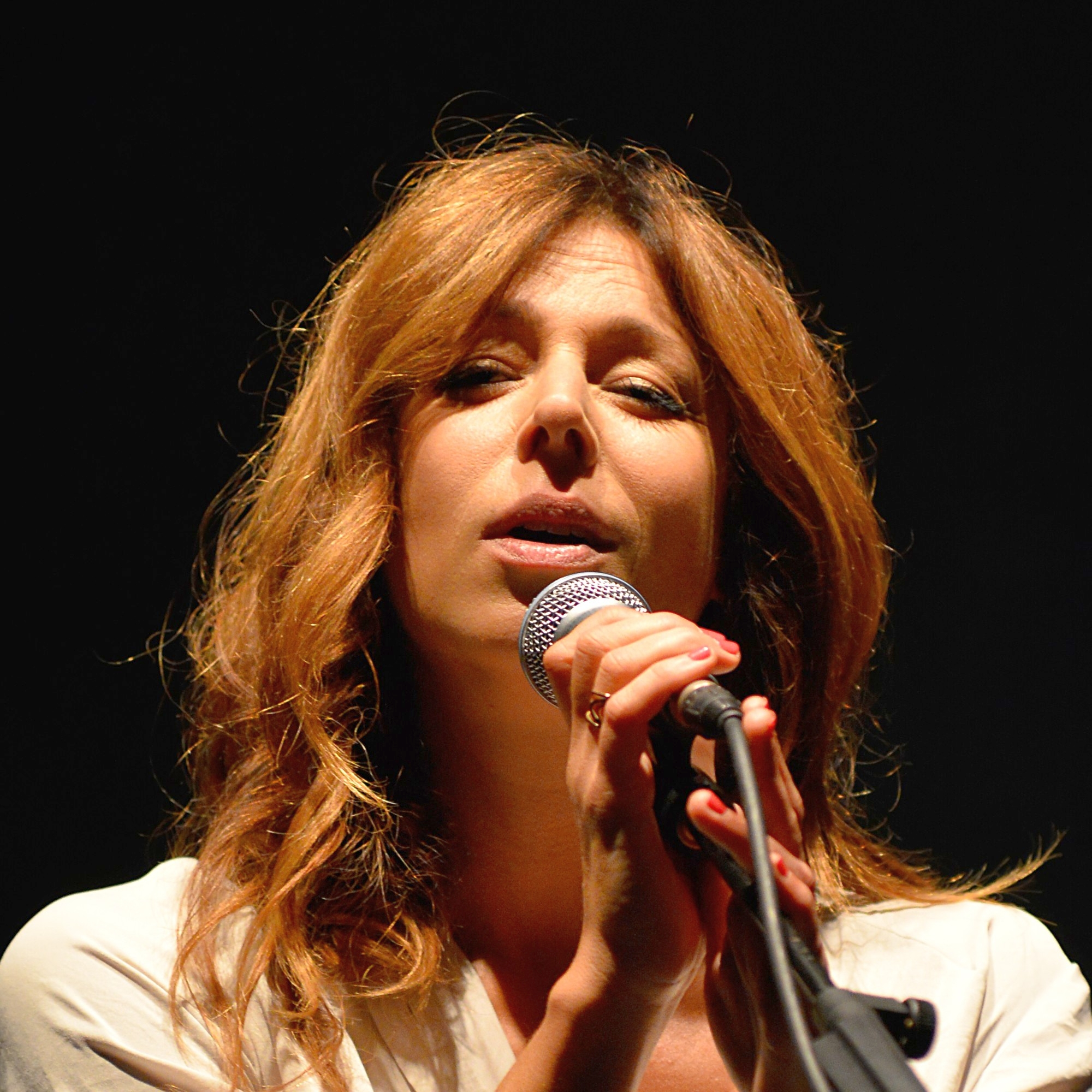
Rose

Rose, pseudonym för Keren Meloul, född 24 maj 1978 i Nice, Frankrike, är en fransk sångerska och författare. 2006 hade hon framgångar i Frankrike med sitt debutalbum "Rose" som nådde femte platsen på den franska SNEP-listan. 
2019 släppte Rose såväl en bok som en skiva, båda kallade Kérosène. Boken handlar bland annat om hennes kokainmissbruk. 2022 släppte Rose boken Les montagnes roses ("de rosa bergen") som handlar om hennes kamp mot bröstcancer.

## Diskografi

### Studioalbum
- 2006: Rose[1]
- 2009: Les souvenirs sous ma frange[1]
- 2013: Et puis juin[1]
- 2015: Pink Lady[1]
- 2019: Kérosène[2]

### Singlar
- 2007: Ciao bella
- 2007: La liste
- 2008: Sombre con
- 2009: Yes We Did

## Böcker
- 2019: Kérosène[2]
- 2022: Les montagnes roses[3]